# C4H8N2
化学式C4H8N2（摩尔质量：84.12 g/mol）可以指：
- 2-甲基咪唑啉（英语：Lysidine (chemical)），CAS号：534-26-9
- 二甲氨基乙腈（西班牙语：Dimetilaminoacetonitrilo），CAS号：926-64-7
- 3-甲氨基丙腈，CAS号：693-05-0
- 1,4,5,6-四氢嘧啶，CAS号：1606-49-1
- 4-氨基丁腈，CAS号：32754-99-7
- 2-丁炔-1,4-二胺，CAS号：53878-96-9

|  | 这个同类索引页列出了具有相同分子式的化学物（即同分異構體）条目。 除非您是有意链接至本页，否则应将相应条目的内部链接指向正确的条目。 |